# Mohammad Salimi
Mohammad Salimi (en persa:محمد سلیمی) fue un militar iraní que se desempeñó como sexto ministro de Defensa entre noviembre de 1981 y agosto de 1984 y comandante del Ejército de la República Islámica de Irán entre 2000 y 2005.

## Biografía
Salimi nació en Mashhad en 1937. Posteriormente fue ministro de Defensa en el gabinete de Mir-Hossein Mousavi, en sustitución de Javad Fakoori. Estuvo en el cargo desde 1981 hasta agosto de 1984. Fue sucedido por Mohammad Hossein Jalali como ministro de Defensa.
Aunque Salimi se retiró, fue nombrado comandante en jefe en mayo de 2000, en sustitución de Ali Shahbazi. Salimi renunció a su cargo en septiembre de 2005. Fue sucedido por el general de división Ataollah Salehi como comandante en jefe del ejército iraní. Luego, Salimi fue nombrado asesor militar de Ali Jamenei en la misma fecha.